# Zig
No Talmud da Babilônia , Zig é um galo gigante  que permanece com seus pés sobre a terra e toca o céu com sua cabeça. A lenda conta que quando ele abre suas asas causa um eclipse total do sol.
De acordo com comentários judaicos, este mito destina-se a expressar uma ideia mística.